# Bolandt (Adelsgeschlecht)

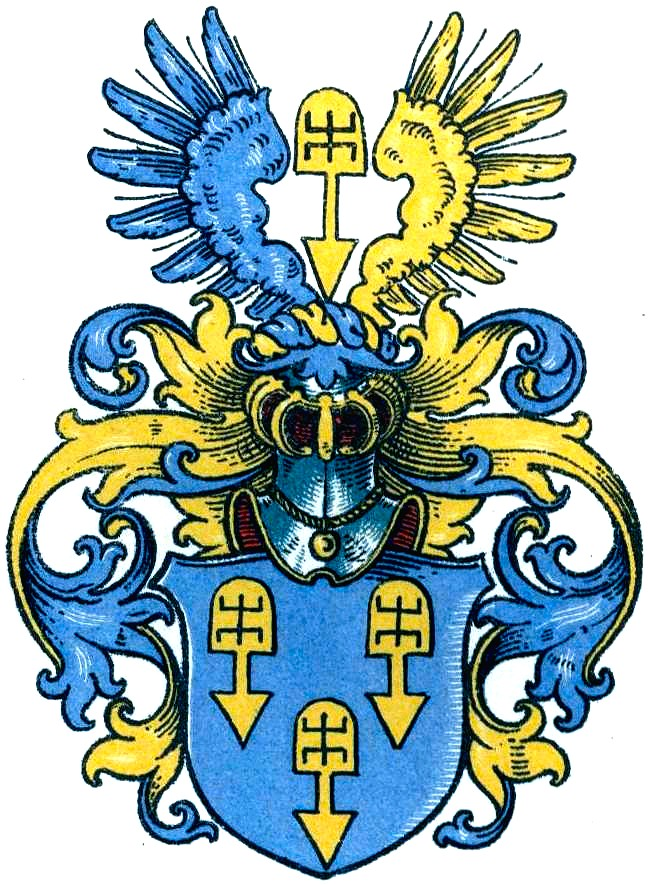
Wappen derer von Bolandt bei Spießen

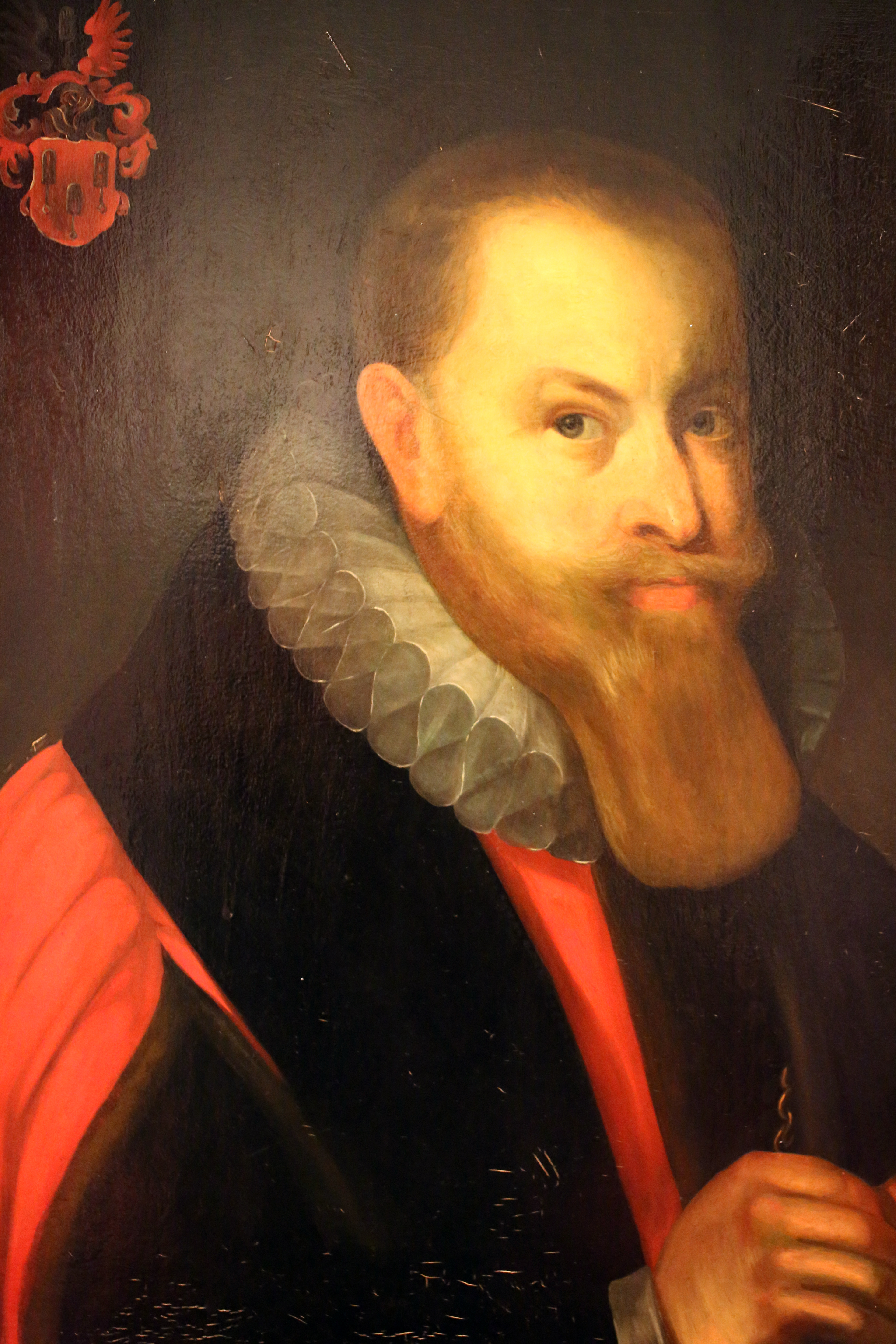
Johann Bolandt um 1611

Die Herren von Bolandt (auch: Boland oder Monnimet gen. Bolandt, Bolandt gen. Monnimet o. ä.) waren ein westfälisch-rheinländisches Patrizier- und Adelsgeschlecht.

## Geschichte
Die Bolandts waren Patrizier in Münster, Coesfeld und Köln. Laut Fahne wanderte die Familie um die Mitte des 16. Jahrhunderts aus Münster nach Köln ein. Sie führte bereits damals den Beinamen „Mon(n)emit“.
Als Familienmitglieder erscheinen u. a. als Kinder der Eheleute Monimet gt. Bolandt und Polman die Brüder Johann Bolandt, Senator in Münster und Kämmerer, und Heinrich Bolandt († 1575), Ratsherr in Köln. Letzterer war in erster Ehe mit Gertrud von Siegen, Tochter des Kölner Bürgermeisters, kaiserlichen Rats und Ritters Arnold von Siegen, und in zweiter Ehe mit Ursula von Hanxler/Hanxleden verheiratet. Aus der ersten Ehe Heinrichs stammen drei Kinder: Catharina (verheiratet mit Hildebrand Sudermann, Kölner Bürgermeister, kinderlos), Agnes und Gertrud († vor 1592; verheiratet mit Adolf von Frenz zu Geyen). Aus Heinrichs zweiter Ehe stammen fünf Kinder:
- Johann Bolandt († 1645), 15-facher Bürgermeister zu Köln. Er war in erster Ehe mit Elisabeth Mendes († vor 1621), in zweiter Ehe mit Susanna von Charles († 1625) verheiratet. Johann war Kaufmann und im europaweiten Waffen- und Tuchhandel sehr erfolgreich. 1616 kaufte er Burg Kühlseggen. 1628 wurde ihm von Kaiser Ferdinand II. für seine Verdienste, insbesondere für die Aufrechterhaltung der katholischen Religion, sein alter Adel bestätigt und Johann in den Reichsfreiherrenstand erhoben. Bolandt starb während seiner 15. Amtszeit als Kölner Bürgermeister.
- Heinrich Monnemit von Bolandt († 1647), Greve des hohen Gerichts, verheiratet mit Catharina von Hardenrath, Tochter des Kölner Bürgermeisters Johann von Hardenrath. Die Eheleute hatten 10 Kinder.
- Johann Georg Bolandt, 1613 Kanoniker zu St. Gereon (Köln)
- Christian
- Anna

Die Nachkommenschaft von Johann (von) Bolandt reicht bis in die zweite Hälfte des 19. Jahrhunderts. Die Letzte des Geschlechts war Margaretha Caroline von Boland (1785–1868), die ab 1801 mit Joseph Anton Pruneau († 1839), französischer Direktor der Walddomänen in Luxemburg, verheiratet war.
Die Familie besaß u. a. Burg Kühlseggen, die Pfandherrschaft über Weilerswist, Haus Sülz (bis 1766) und den Hof Kreuzberg (bis 1766).

## Persönlichkeiten
- Heinrich Monimet gen. Bolandt († 1575), Ratsherr zu Köln
- Johann Bolandt (1562–1645), Kaufmann, Universitätsprofessor und 15-facher Bürgermeister Kölns
- Johann Bolandt, 1614 Bürgermeister der Stadt Coesfeld (siegelt mit dem Bolandt-Wappen)
- Heinrich von Bolandt († 1647), Ratsherr zu Köln
- Johann Peter von Bolandt († 1619), 1654 Bürgermeister zu Köln
- Elisabeth Constantia von Bolandt (1646–1712), Priorin St. Gertrud in Köln
- Franz Wilhelm von Bolandt (1650–1697), kaiserlicher Generalfeldmarschall-Leutnant, kommandierender General in Siebenbürgen
- Franz Arnold von Bolandt (1674–1707), kaiserlicher Rittmeister, Kammerherr des Herzogs von Lothringen
- Franz Albert Freiherr von Bolandt († 1779), Page der Erzherzogin Maria Elisabeth von Österreich, Statthalterin der österreichischen Niederlande

## Wappen
Blasonierung bei Spießen: In Blau drei (2:1) goldene altertümliche Schlüssel. Auf dem gold-blau bewulsteten Helm ein blauer und ein goldener Flügel, dazwischen ein auf dem Wulst stehender goldener Schlüssel. Die Helmdecken sind blau-gold.
Während Fahne ebenfalls von einem blauen Schild und goldenen Schlüsseln berichtet, wird die Tingierung bei Siebmacher und Schleicher abweichend beschrieben: Rot anstatt Blau, Silber anstatt Gold. So auch die Wappendarstellung oben links in dem Porträt von Johann Bolandt.
Weitere Wappendarstellungen:

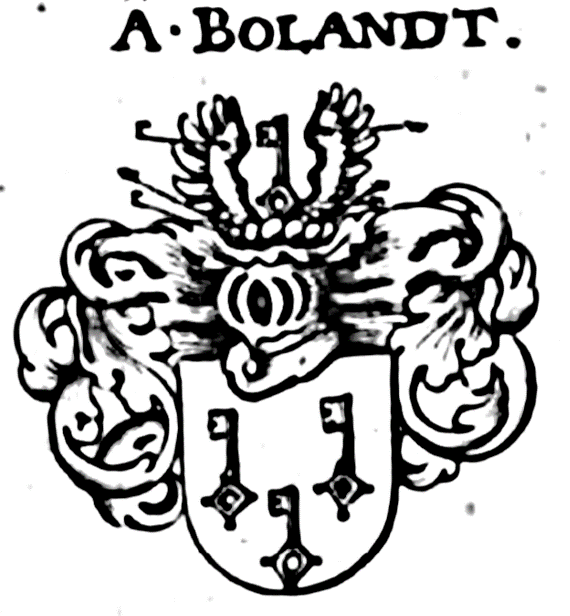
Wappen derer von Bolandt bei Siebmacher
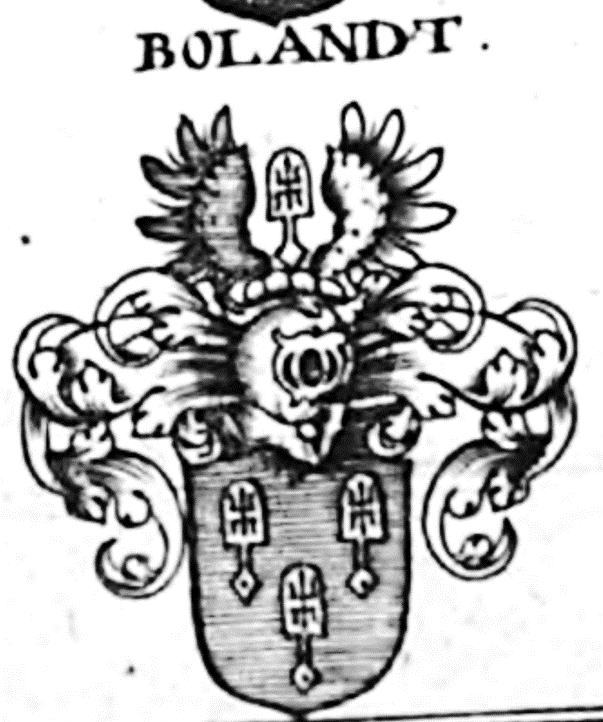
Wappen derer von Bolandt bei Siebmacher